# Parafia św. Jerzego w Kamienicy
Parafia Świętego Jerzego w Kamienicy – parafia rzymskokatolicka, znajdująca się w diecezji opolskiej, w dekanacie Paczków.

## Historia parafii

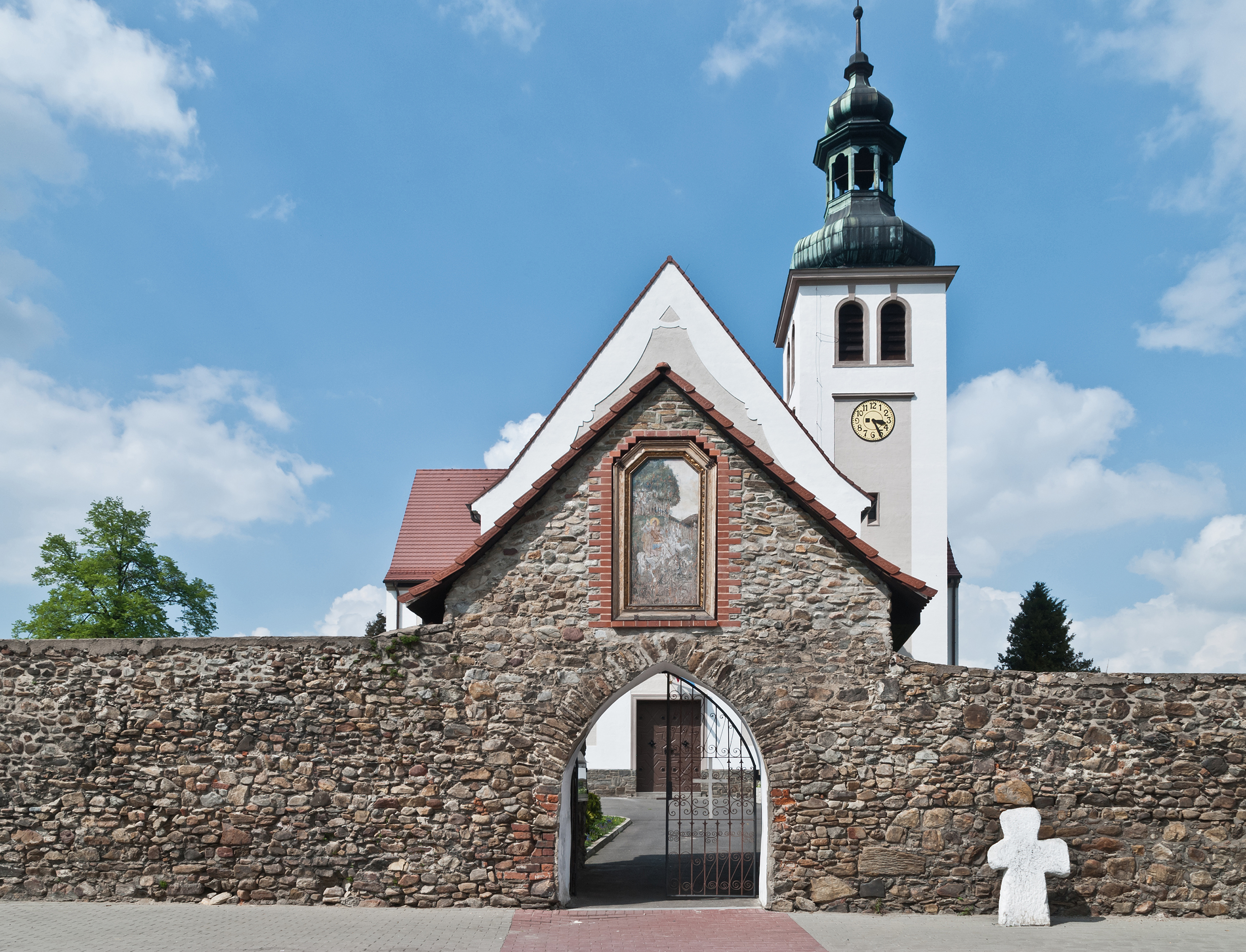
Przebudowana brama południowa wraz z widocznym w tle kościołem (dzwonnicą) oraz prawdopodobnie krzyżem pokutnym.

Parafia istniała w 1326 r. Od 1579 r. była filią par. Gościce. Ponowne utworzenie parafii w 1850 r. Obecnie parafia rzymskokatolicka. Duszpasterze (pastorzy) do 1945 r. Johannes Schmidt (1896-1916), Karl Heimann (1916-1932), Franz Bernert (1932-1945).